# Arevshat
Arevshat ou Arevashat (en arménien Արևշատ) est une communauté rurale du marz de Shirak en Arménie. En 2008, elle compte 2 048 habitants.